# 霜月るな
霜月 るな（しもつき るな、1990年7月7日 – ）は、東京都出身で大阪府育ちの日本のタレント、DJ。元AV女優。ジュエルズプロダクションを経て、2020年7月現在はWISHに所属している。霜月ルナ名義も用いる。

## 略歴・人物
東京都出身。2010年9月にデビューしたギャル系のAV女優。デビュー以前は、読者モデルやテレビ出演などタレント的な活動もしていた。また現在は、DJ、キャンギャル、アパレル、LINEスタンプ販売など活動の幅を広げている。
2017年から2018年までの期間はDJに専念していたが女優としても復帰している。またこの時期を境に関西から東京に活動拠点を変えている。
2019年に『ギャル番外地 シメさせてもらいます』（山本淳一監督）で映画初主演。
2015年および2020年から2021年まで歌手の田中聖と交際。2022年にラッパー・SATORUとの交際を明言するも、2023年2月にSATORUが『breaking down7』をドタキャン後ブラジルに逃走したことを機に関係が悪化、『彼氏に会いたくても会えない。連絡自体も取れない』といった状況下でも、霜月のSNSには『対戦相手に謝れ』『呑気にライブ配信するな』など誹謗中傷が続いた。そんな中でも霜月は、SATORUの彼女として筋を通す為『breaking down8』のオーディションに参加。朝倉未来CEOにSATORUの逃走したことを謝罪した。2023年7月18日に破局をInstagramにて発表した。その後、8月9日に『breaking down』に出場しているノッコン寺田のYouTubeチャンネルにて、同大会に出場経験のある、知念勝太と交際を発表。しばらくして破局を発表した。
2024年3月3日、霜月は自身のX（旧Twitter）を更新し、松本人志の性加害疑惑を巡る週刊文春の記事について、同記事にて松本が主催した飲み会に参加していたと言及されているAV女優が自身のことであることを明かしたうえで、週刊文春の記事の内容について「デタラメ」「嘘だらけ」と批判し、松本を擁護するポストを投稿した。
その後も霜月のSNSでは当該事案に関する投稿が度々行なわれ、同月16日には霜月と共に飲み会に参加した元グラビアアイドルの証言についても事実と異なることを主張した。この元グラビアアイドルについてはかねてからの友人であり、2015年に霜月の弟と3人で撮ったという写真も掲載していたが、SNSのアカウントをブロックされ、連絡が取れなくなったという。
また同月30日のXのポストでは自身が一連の騒動についてこれまで投稿してきたことについて、松本が文藝春秋などを相手に起こした訴訟とは無関係であるとしたうえで、「言いたい放題を見て見ぬふりはできなかった」「私はアルファベット女子みたいに逃げも隠れもしません」〔ママ〕「これ以上、松ちゃんの事を悪く言ったり心無いコメントをしたり。。やめてほしいです」〔ママ〕としている。
同年11月にはAV女優引退を示唆するSNS投稿を行い、2025年4月に同年7月7日をもっての引退を発表。以降はマルチタレントとして活動。
2025年8月12日、ダンスボーカルグループ「BLACK DIAMOND」に、RUNA名義でのの加入を発表。

## 出演作品

### アダルトビデオ
2010年
- 雑誌・TVで活躍中のGAL読者モデルが遂にDEBUT!（10月19日、kira☆kira）
- 放課後足コキ&フェラチオ（12月19日、kira☆kira）他出演:泉麻那、RUMIKA、三浦芽依、浅見純、高倉舞、八神れおん、須真杏里、沙原かのん、HARUKI、葉山由佳、川上ゆりか、尾上ライナ、COCONA、武藤クレア

2011年
- 残酷放尿地獄 〜モラルのかけらも無い黒GALの小便〜（1月5日、フリーダム）共演:黒澤ルナ、もりとまりな、水澤りの、片桐りの
- kira☆kira4周年特別企画 BLACK GAL SPECIAL 史上空前15GALS超狂大乱交（1月19日、kira☆kira）共演:MOKA、泉麻那、武藤クレア、RUMIKA、浅見純、葉山由佳、須真杏里、HARUKI、川上ゆりか、尾上ライナ、COCONA、LEMON、ELLIS、KAEDE
- 大阪で働くギャル社長 No.06（1月25日、ZeTToN）※「LUNA」名義
- 黒ギャルたちに短小・包茎・悪臭のチ○ポをバカにされて…（2月5日、フリーダム）共演:黒澤ルナ、もりとまりな、片桐りの、水澤りの
- kira☆kira BLACK GAL 人気読者モデルが美白肌→超ガン黒GALに大変身 〜エロ美脚を魅せつけ逆ナン中出しSEX〜（2月19日、kira☆kira）
- マルチに活躍するGAL読者モデルのキマリすぎSEX（2月19日、乱丸）
- 黒ギャルJK 強制アナル調教（3月5日、フリーダム）他出演:黒澤ルナ、もりとまりな、片桐りの、水澤りの
- DOUBLE 4（3月25日、デジタルアーク）共演:哀川りん
- 超腰振りディルドオナニー×ローリングフェラチオMASTER（4月19日、kira☆kira）他出演:COCONA、MOKA、あずみ恋、武藤クレア、桜庭ハル、愛菜りな、夏川未来、三浦芽依、KYOKO、哀川りん、若菜ちえ、四宮葵、葉山由佳、青空小夏
- PINK BUTTERFLY 08（6月21日、ONCE）共演:藍野夢
- 拝啓 母さん… 初めての一人暮らしはギャルしか住んでいない共同アパート。 毎日チ○ポが痛くなるほど犯されていますが、僕はとっても幸せです…。 敬具（7月7日、ATOM）共演:武藤クレア、桐生さくら、葉山由佳、宮下つばさ
- 挑発的尻摩擦（7月15日、SEX Agent）他出演:泉麻那、哀川りん、須真杏里、梨杏
- アナル舐めながら手コキして下さい 2（7月19日、FETISH BOX）他出演:白咲舞、辻本りょう、大槻ひびき、つくし
- 渋谷系ギャルにタイプの男をナンパさせたら、カメラの前でどこまでヤレるか!?（7月21日、最強）他出演:ゆりあ、中山エリス、つばさ、COCONA
- ショック! 高1の夏にギャルに変身してしまった僕のお姉ちゃんは実は地元で有名なヤリマンだった! 当然そんなお姉ちゃんの友達も全員ヤリマンだから、姉の部屋（僕と相部屋）に遊びに来ては二段ベッドの上からエッチに僕を誘惑し、喰われまくっています。（8月6日、Hunter）他出演:桐生さくら、宮下つばさ、武藤クレア、もりとまりな、葉山由佳
- 恥じらいのあしのうら vol.4（9月5日、フリーダム）他出演:紗奈、井川ゆい、椿まひる、水澤りの、ミュウ、桜花えり、片桐りの、直嶋あい、もりとまりな、雨宮真貴
- kira☆kira BLACK GAL SPECIAL －黒GAL学園☆修学旅行で青姦大乱交－（10月19日、kira☆kira）共演:桜りお、小桜沙樹、ayami、桜庭エリカ
- ギャルの妄想美脚狂い（11月3日、グローリークエスト）共演:木下若菜
- 撮影現場入りした女優に打ち合わせなし!待ったなし!コンドームなし!即ハメSEX（12月1日、グローリークエスト）他出演:仁科百華、さとう遥希、ayami、希咲エマ、小倉ゆず、笠木忍

2012年
- いつだってHな話で盛り上がるギャル女子会（1月27日、おかず。）共演:桜りお、もりとまりな、宮間葵、鈴木なつ
- ふんどし女子校生15GALS ローリングフェラチオ未公開映像 4時間完全撮りおろし（2月19日、kira☆kira）他出演:鈴香音色、北川瞳、泉麻那、哀川りん、つばさ、AIKA、彩音心愛、あざみねね、鈴木なつ、小桜沙樹、ayami、あやせめる、桜庭エリカ、蒼井りんご
- Tバックくい込み女子校生 8時間（7月13日、BAZOOKA）他出演:宮間葵、藤北彩香、大森美玲、上条めぐ、音羽レオン、小滝みい菜、芹那、鈴木なつ、立花樹里亜

2013年
- 素人ギャル生中出し（6月15日、プラム）※「Runa」名義
- 肛門バックリ アナルダンス（8月27日、ラハイナ東海）※「るな」名義 他出演:松井奈々、相沢れおな、吉川いと、滝川マリア、愛沢えみり、高沢沙耶
- 素人羞恥 野球拳 10番勝負（9月10日、ラハイナ東海）※「るな」名義 他出演:元山はるか、小嶋優香、小森かのん、里田千佳、生駒はるな、麻生りおん、如月しょうこ、いとう凛、雪城まどか
- 丸見せ 子宮口 14名（9月17日、ラハイナ東海）※「るな」名義 他出演:佐藤みいな、小嶋優香子、里田千佳、小森かのん、生駒はるな、元山はるか、雪城まどか、三浦あい花、如月しょうこ、麻生りおん、川瀬ことみ、鳴海すず、羽生ちえり
- レギンス狂（11月7日、ミル）※「RUNA」名義

2014年
- GARCON主催 第1回素人男優発掘オーディション!!（6月5日、GARCON）共演:杏紅茶々、HIKARI、涼風ことの
- ド派手ギャルが童貞を優し〜く丁寧にガチ筆おろし!（6月5日、GARCON）共演:杏紅茶々、HIKARI、涼風ことの

2015年
- MOODYZファン感謝祭 バコバコ中出しキャンプ2015 超ハイテンション種付け子作り大乱交SP（1月1日、MOODYZ）共演:川菜美鈴、初美沙希、萌芭、大槻ひびき、辻井ゆう、桜木郁、相葉レイカ

2016年
- 男性用下着訪問販売員のおばさん 2（3月20日、STAR PARADISE）
- ええ女いい女 関西弁のべっぴん若妻 元ヤンキーから現役ギャル妻、清楚系まで寄って集ってハメたって～！（10月20日、STAR PARADISE）

2017年
2018年
- やばば！ ギャル・ギャル・ギャル Vol.1（1月1日、プラム）
- 淫乱現役DJ生SEX 霜月るな（10月14日、MDMA）
- ギャルズダイアリー 霜月るな（10月19日、ミル）
- ギャルの兄嫁とレズる義妹（11月1日、U＆K）
- お漏らし潮吹きレズ（11月13日、U＆K）
- 【VR】初めて行ったクラブで神展開！とびきりイケてるギャルDJと誘惑淫語セックス【中出し】（12月18日、MILIVR）

2019年
- ギャルが温泉で生中出しでおもてなしするソープランド RUNA 霜月るな（1月11日、レアルワークス）
- 淫語ギャル学園 渋谷バイノーラル校（3月7日、ROCKET）
- 接吻姉妹レズビアン ギャルの姉と地味っ娘の妹 女と女の肉体関係（4月25日、ヒビノ）
- チ○ポゴム人間（7月19日、ROCKET）
- パンスト美脚厨 霜月るな（7月19日、MEGAMI）
- M男がハメられて抜け出せないアナル快楽専門風俗 霜月るな（7月25日、M男パラダイス）
- 痴女清掃員のゴム手袋手コキマゾ射精WASH！2（8月7日、MEGAMI）
- CROWN BABE RUNA 霜月るな（9月7日、デジタルアーク）
- 旦那の前ではイったふり！！見た目ヤンママ中身は健気な乙女！！！ギャップ甚だしい34歳れいなさんの壮絶な初イキ！！ 霜月るな（11月1日、恋する花嫁DX（AV））
- 社内一派手なギャル社長はやっぱり淫乱なドスケベ痴女 霜月るな（12月25日、WEEKENDER）

2020年
- HYPER FETISH ハイレグいやらしクィーン 霜月るな（5月7日、デジタルアーク）
- 関西系ギャルは巨乳デカ尻～全編関西弁！生中出し・顔騎・包茎いぢり・重量級尻の杭打ちピストン！大量精液を口内と顔面に分散発射！シナリオ一切なし完全ドキュメントで女優の真の姿を暴く！ 霜月るな（10月1日、実録出版）
- PORNOSTAR 誘惑巨乳ギャル真性淫乱悩殺痴女 霜月るな（10月25日、デジタルアーク）
- 男性用下着 販売レディのおばさんの枕営業（11月20日、STAR PARADISE）

2021年
- デカ尻五人 股間肛門大図鑑 ～大開脚の絶妙アングルで全景からドアップまでみせる！無毛から剛毛までいろんな股間が大集合（1月1日、実録出版）
- 【VR】自らの裸体に媚薬を塗り込み、精液を搾り取るまで腰を振り続ける黒ギャル爆乳メンズエステ 霜月るな（3月25日、ケイ・エム・プロデュース）
- 【VR】近隣に住む欲求が抑えきれない痴女お姉さん達に天井特化で童貞筆下ろし。何度イッても止まらないザーメン搾り取り性交（4月17日、KMPVR-bibi-）
- 悩殺淫乱バニーガールは肉食系マゾ痴女ビッチ 霜月るな（7月25日、デジタルアーク）
- ギャル唾イジメ 霜月るな（9月9日、レイディックス）
- HIGH TENSION BLACK HOLE 最初で最高のアナル解禁 肛門ビッチGALがテンアゲ爆走キラキラケツ穴アクメ！ 霜月るな（9月21日、エムズビデオグループ）
- デカ乳マゾ黒ギャルに変態インストール覚醒ダッチワイフ 霜月るな（10月19日、AVS collector’s）

2022年
- 元ヤンキーのギャル妻 寝取られ生中出しSEX（4月20日、STAR PARADISE）
- 生姦Queen Wキャスト 霜月るな 星川まい（5月17日、ミル）
- 女幹部 美少年ヒーローペット化計画 メテオボーイとニーベルング（5月27日、GIGA）
- 誘惑ご奉仕ドスケベメイドは発情マゾ痴女ビッチ ご主人様専属ぷっくり卑猥乳輪デカ尻ギャル 霜月るな（8月23日、デジタルアーク）
- 【VR】シンプルにヌケるが一番！誘惑のボディーパーツを見抜けるVR。【奔放痴女編】（8月30日、MILUVR）
- 極限開発！アナル絶頂を教え込まれた黒ギャル 霜月るな（12月22日、セレブの友）

2023年
- おじさんの顔を唾液まみれで舐めまわして興奮するギャル 霜月るな（1月10日、セレブの友）
- ヤリマンビッチの黒ギャルに変態インストール覚醒ダッチワイフ episode2 霜月るな（3月14日、AVS collector’s）
- 同じマンションに住む年上巨乳ギャルお姉さんに何発でも射精できる絶倫若硬ニートち○ぽに目をつけられ何度も中出しザーメン狩りされた。 霜月るな（3月21日、ルミナックス）
- セックス・ドンナ 霜月るな 3SEX×オナニー（3月28日、セレブの友）
- 究極のオナサポ！主観命令オナニー！エロい身体で最高の射精に誘う厳選人気美女優15人！（4月25日、セレブの友）
- キャンピングカーでエッチしようよ！アナルSEXバージョン6 霜月るな（7月25日、セレブの友）
- ドM黒ギャルと黒人 大阪弁チャキチャキの巨乳ギャルが激ピスでマジ轟沈 霜月るな（8月26日、シャーク）
- お色気ムンムン！悩殺エロバディ！絶倫ヤリマンビッ痴女のトリプル爆乳に包囲されながら犯●れるどすけべスナック 濃厚逆セクハラ接客でいつでもビンビン！！飲み放題ハメ放題今夜もねっとり朝までハーレム乱交！！（9月12日、BAZOOKA）
- アソコに直穿きスポウェア女子 触られたらすぐにじゅんっと濡れる！もうオナだけじゃ止められない！（9月23日、オイスター海運）
- 脳がとろけるMフェチ妄想 痴女お姉さんのパンスト美脚狂射精（9月26日、MEGAMI）

- 月に一度の危険日に生でセックスしまくる 009 るな 霜月るな（10月3日、deep/妄想族）
- BREAKING NTR 霜月るな（10月3日、バビロン/妄想族）

2024年
- 発掘！！関西弁ギャル中出し 3名（5月20日、ネクスト）
- 監禁！拷問！調教！絶叫！絶頂！ 強●絶頂絶叫拷問調教 ショック！エリート麻薬捜査官 淫乱覚醒驚愕の感涙絶頂昇天地獄 霜月るな（12月24日、AVS collector’s）

## 出演

### Vシネマ
- 脱衣麻雀バトルロワイアル（2011年11月2日、アルバトロス）共演:Nina、佐々木杏、宇佐野瞳、東尾真子 ほか

### 映画
- ギャル番外地 シメさせてもらいます（2019年6月14日、オーピー映画）主演・ボウィ役[17][6]
- ギャル番外地２ またシメさせてもらいます（2020年10月23日、オーピー映画）主演・ボウィ役[18]

### テレビ
- 美女たちの密談 モテるの法則X season4（2023年、エンタメ～テレ）[19]

## 執筆

### 電子書籍
- るな砲イキます　なぜ私があのホテルにいたか（2024年5月27日、Amazon Kindle）